# Élections législatives nord-irlandaises de 1998
Les élections législatives nord-irlandaises de 1998 (en anglais : Northern Ireland Assembly election, 1998) étaient les premières élections à l'Assemblée d'Irlande du Nord et faisaient suite à l'accord du Vendredi saint. Elles se sont déroulées le 25 juin 1998.

## Mode de scrutin
L'Assemblée comptait cent huit membres, élus lors d'un scrutin à vote unique transférable dans les dix-huit circonscriptions utilisées pour l'élection des députés à la Chambre des communes du Royaume-Uni, à raison de six élus par circonscription.

## Résultats
| Parti                           | Parti                                         | Voix    | %     | Sièges |
| ------------------------------- | --------------------------------------------- | ------- | ----- | ------ |
|                                 | Parti unioniste d'Ulster (UUP)                | 172 225 | 21,28 | 28     |
|                                 | Parti social-démocrate et travailliste (SDLP) | 177 963 | 21,99 | 24     |
|                                 | Parti unioniste démocrate (DUP)               | 145 917 | 18,03 | 20     |
|                                 | Sinn Féin                                     | 142 858 | 17,65 | 18     |
|                                 | Divers                                        | 94 533  | 11,68 | 12     |
|                                 | Parti de l'Alliance d'Irlande du Nord (APNI)  | 52 636  | 6,50  | 6      |
| TOTAL (participation : 69,88 %) | TOTAL (participation : 69,88 %)               | 786 132 | 97,13 | 108    |

## Conséquences
Six jours après les élections, le premier comité exécutif semi-autonome d'Irlande du Nord était formé. Dirigé par le Premier ministre unioniste protestant David Trimble (UUP) et le vice-Premier ministre républicain catholique Seamus Mallon (SDLP), il réunissait également le DUP, qui refusait toutefois de siéger aux réunions, et le Sinn Féin. Il a toutefois fallu attendre près d'un an et demi pour que, le 2 décembre 1999, s'opère la dévolution du pouvoir du gouvernement du Royaume-Uni vers les nouvelles institutions nord-irlandaises.
Toutefois, les institutions ont été suspendues entre le 11 février et le 30 mai 2000, puis sans date butoir à compter du 14 octobre 2002, à la suite d'une possible affaire d'espionnage (en) de l'Armée républicaine irlandaise (IRA) au sein du palais de Stormont, siège de l'Assemblée d'Irlande du Nord.